# Clotilde Reiss
Clotilde Reiss (31 luglio 1985) è una politologa francese, nota alle cronache per essere stata arrestata dal governo iraniano nel 2009.

## Biografia
Accusata di essere una spia dell'intelligence francese, il suo arresto in Iran con l'accusa di spionaggio il 1º luglio 2009 ha generato notevoli controversie diplomatiche.
L'arresto si è svolto durante il clima concitato delle proteste post-elettorali; Clotilde è stata anche accusata di aver preso parte alle proteste e di averne diffuso via e-mail le relative fotografie.

Costretta al pagamento di $285mila (versati dalla Francia), il 15 maggio 2010 viene scagionata dall'accusa di spionaggio, e viene liberata il giorno successivo.
Dopo aver lasciato Teheran è tornata in Francia, dove ha avuto un colloquio con Nicolas Sarkozy. Ringraziando gli sforzi diplomatici del paese, ha dichiarato: "Ringrazio il governo francese, la mia famiglia e tutti gli iraniani, che mi hanno manifestato il loro sostegno. Voglio ricordare, in particolare, le mie compagne di detenzione a Evin, che mi hanno trattato come una sorella, e i due oppositori impiccati nel gennaio scorso, che erano al mio fianco durante il processo."